# Bukowina (Góry Leluchowskie)
Bukowina – szczyt w północno-wschodniej części Gór Leluchowskich, które w polskiej regionalizacji fizycznogeograficznej według Jerzego Kondrackiego zaliczone zostały do Beskidu Sądeckiego, w nowszej regionalizacji z 2018 r. wraz z Górami Lubowelskimi do Pogórza Popradzkiego. Bukowina znajduje się na granicy polsko-słowackiej, polskie stoki należą do wsi Muszynka w województwie małopolskim, w powiecie nowosądeckim, w gminie Krynica-Zdrój.
Bukowinka znajduje się w odległości (w prostej linii) 1,2 km na południowy zachód od Przełęczy Tylickiej. Jest porośnięta lasem. W północnym kierunku spływa z jego stoków jeden ze źródłowych potoków Muszynki. Na północno-zachodnim grzbiecie Bukowiny w odległości około 700 m od jej szczytu znajduje się rezerwat przyrody Okopy Konfederackie.
Na niektórych mapach Bukowina ma nazwę Jawor.

## Szlaki turystyczne
– żółty: Muszyna – Malnik – Garby – Przechyby – Dubne (szczyt) – Wojkowa – Kamienny Horb – Pusta (867 m) – Wysoka Horka – Bukowina – Muszynka. 7:30 h, ↓ 6.45 h